# Margattea gemmata
Margattea gemmata är en kackerlacksart som först beskrevs av Hanitsch 1933.  Margattea gemmata ingår i släktet Margattea och familjen småkackerlackor. Inga underarter finns listade i Catalogue of Life.